# Suhodil, Peremîșleanî
Suhodil (în ucraineană Суходіл) este localitatea de reședință a comunei Suhodil din raionul Peremîșleanî, regiunea Liov, Ucraina.

## Demografie
Componența lingvistică a localității Suhodil
     Ucraineană (99,82%)
     Alte limbi (0,18%)
Conform recensământului din 2001, majoritatea populației localității Suhodil era vorbitoare de ucraineană (99,82%), existând în minoritate și vorbitori de alte limbi.